# Crocypus macroleuca
Crocypus macroleuca är en fjärilsart som beskrevs av Louis Beethoven Prout 1926. Crocypus macroleuca ingår i släktet Crocypus och familjen mätare. Inga underarter finns listade i Catalogue of Life.